# Werner Camichel
Werner Camichel, född 26 februari 1945, död 27 mars 2006 i Samedan, var en schweizisk bobåkare.
Camichel blev olympisk guldmedaljör i fyrmansbob vid vinterspelen 1972 i Sapporo.